# 入社パス
入社パス（にゅうしゃパス）とは、就職活動における内定の労働契約の成立とは異なる入社権利である。
入社パスを発行する企業が定める期間内であれば、入社時期を問わず、当人の意思に応じて入社することができる。内定の取消は一般にある解雇と同程度のものであると解され、内定辞退やオワハラなど、企業と学生本人の間で問題とされている。

## 歴史
2002年8月、ワークスアプリケーションズが実施する問題解決能力発掘インターンシップにおいて、優秀な成績をおさめたインターン生に対して、「入社パス」を発行したのが始まりである。同社の代表取締役最高責任者である牧野正幸が考案した。2002年当時は、成績に応じてインターン参加時に在籍する教育機関（大学など）を卒業後して5年間を有効とする入社パス、3年間を有効とする入社パスが付与されていた。2016年からは、インターン参加時に在籍する教育機関の卒業後、3年間有効な入社パスを発行している。入社パスで与えられた期間において、他社への入社や海外留学など、入社パス付与者の行動は一切問われることはない。
2017年1月、株式会社リクルートライフスタイルが新卒採用において「2 Year パスポート」を発行している。2 Year パスポートには、「入社パスポート」と「最終面接パスポート」の2種類がある。最終面接パスポートは、新卒採用の2次面接通過者に付与され、当該時点から2年以内であれば、1次面接などを省略して最終面接をもって内定を付与する制度である。入社パスポートは、内々定受諾者に対して発行され、在籍する教育機関の卒業後2年以内であれば、時期を問わず入社することができる。